# هومولوژین
هومولوژین ابزاری در مرکز ملی اطلاعات زیست‌فناوری (NCBI) است که سیستمی برای شناسایی خودکار هومولوگ‌ها میان ژن‌های بیان شده را فراهم می‌کند.
فرایند هومولوژین شامل تجزیه و تحلیل پروتئین‌ها از ارگانیسم‌های ورودی است. در این فرایند، توالی‌ها با استفاده از بلاست مقایسه می‌شوند و سپس با توجه به شباهت توالی، در گروه‌هایی مرتب می‌شوند. یک درخت تاکسونومیک بر اساس شباهت توالی ساخته می‌شود که در آن ارگانیسم‌های نزدیک‌تر ابتدا با هم مقایسه و سپس ارگانیسم‌های دیگر به درخت اضافه می‌شوند. هم‌راستایی‌های پروتئینی به توالی‌های دی‌ان‌ای مربوط به خود نقشه‌برداری می‌شوند و سپس متریک‌های فاصله به‌عنوان فاصله‌های مولکولی مدل جایگزینی، با نسبت Ka/Ks محاسبه می‌شوند.
توالی‌ها با استفاده از یک الگوریتم هوریستیک برای حداکثر کردن دقت به‌صورت جهانی، در یک تطابق دوطرفه مقایسه می‌شوند. سپس اهمیت آماری هر تطابق محاسبه می‌شود. حداقل‌ها به ازای هر موقعیت تعیین و مقادیر Ks تنظیم می‌شوند تا از گروه‌بندی نادرست "اورترلوگ‌ها" جلوگیری شود. «پارالوگ‌ها» با یافتن توالی‌هایی که در درون گونه‌ها به هم نزدیک‌تر از گونه‌های دیگر هستند، شناسایی می‌شوند.